# Oribatella nugarica
Oribatella nugarica är en kvalsterart som beskrevs av Bernini och Avanzati 1983. Oribatella nugarica ingår i släktet Oribatella och familjen Oribatellidae. Inga underarter finns listade i Catalogue of Life.